# Flybar

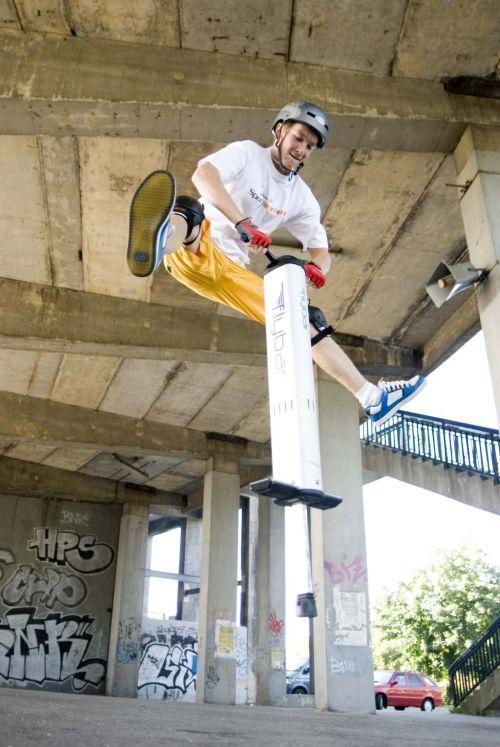
Flybar

Flybar is een extreme pogo-stick. Hij is zo krachtig ontworpen dat het met gemak een volwassene 2 meter in de lucht kan laten veren. Het is ontworpen door SBI Enterprises, Bruce Middleton en Andy MacDonald. Het wordt aangedreven door 12 krachtige veren voor maximaal gebruik. Hij weegt 9 kilogram en kan een duwkracht van 5.300 newton veroorzaken.